# Wederyńce
Wederyńce (lit. Vėderiniai) – wieś na Litwie, w okręgu uciańskim, w rejonie ignalińskim, w gminie Dukszty.
Inna nazwa wsi to Wederańce.

## Historia
W dwudziestoleciu międzywojennym wieś leżała w Polsce, w województwie nowogródzkim (od 1926 w województwie wileńskim), w powiecie brasławskim (od 1926 w powiecie święciańskim), w gminie Dukszty.
Według Powszechnego Spisu Ludności z 1921 roku zamieszkiwały tu 42 osoby, 12 były wyznania rzymskokatolickiego, a 30 staroobrzędowego. Jednocześnie 2 mieszkańców zadeklarowało polską przynależność narodową a 40 inną (litewską i rosyjską). Było tu 5 budynków mieszkalnych. W 1931 zamieszkiwało tu 91 osób w 15 budynkach.
Miejscowość należała do parafii rzymskokatolickiej w Duksztach. Podlegała pod Sąd Grodzki w Święcianach i Okręgowy w Wilnie; właściwy urząd pocztowy mieścił się w Duksztach.